# Lista de canções número um na Brasil Hot 100 Airplay em 2015
Esta é uma lista de canções que atingiram o número um da tabela musical Brasil Hot 100 Airplay em 2015. A lista é publicada semanalmente pela revista Billboard Brasil, que divulga as cem faixas mais executadas nas estações de rádios do país a partir de dados recolhidos pela empresa Crowley Broadcast Analysis. As músicas, de repertório nacional e internacional e de variados gêneros, são avaliadas através da grade da companhia supracitada, que compreende as cidades de São Paulo, Rio de Janeiro, Campinas, Ribeirão Preto, Brasília, Belo Horizonte, Curitiba, Porto Alegre, Recife, Salvador, Florianópolis, Fortaleza, Goiânia, Campo Grande, Cuiabá e as mesorregiões do Triângulo Mineiro, Vale do Paraíba e Litoral Paulista.

## Histórico
| † | Indica o single mais executado de 2015. |

| Data            | Canção                     | Artista                               | Ref.   |
| --------------- | -------------------------- | ------------------------------------- | ------ |
| 10 de janeiro   | "Cuida Bem Dela"           | Henrique & Juliano                    | [ 2 ]  |
| 17 de janeiro   | "Cuida Bem Dela"           | Henrique & Juliano                    | [ 2 ]  |
| 24 de janeiro   | "Agora (Ahora)"            | Bruno & Marrone                       | [ 3 ]  |
| 31 de janeiro   | "Eu Não Merecia Isso"      | Luan Santana                          | [ 4 ]  |
| 7 de fevereiro  | "Um Degrau Na Escada"      | Leonardo e Eduardo Costa              | [ 5 ]  |
| 14 de fevereiro | "Agora (Ahora)"            | Bruno & Marrone                       | [ 6 ]  |
| 21 de fevereiro | "Agora (Ahora)"            | Bruno & Marrone                       | [ 7 ]  |
| 28 de fevereiro | "Agora (Ahora)"            | Bruno & Marrone                       | [ 8 ]  |
| 7 de março      | "Presto Pouco"             | João Neto & Frederico                 | [ 9 ]  |
| 14 de março     | "Suíte 14"                 | Henrique & Diego part. MC Guimê       | [ 10 ] |
| 21 de março     | "Suíte 14"                 | Henrique & Diego part. MC Guimê       | [ 11 ] |
| 28 de março     | "Suíte 14"                 | Henrique & Diego part. MC Guimê       | [ 12 ] |
| 4 de abril      | "Suíte 14"                 | Henrique & Diego part. MC Guimê       | [ 13 ] |
| 11 de abril     | "Suíte 14"                 | Henrique & Diego part. MC Guimê       | [ 14 ] |
| 18 de abril     | "10 Minutos Longe de Você" | Victor & Leo part. Henrique & Juliano | [ 15 ] |
| 25 de abril     | "Escreve Aí"               | Luan Santana                          | [ 16 ] |
| 2 de maio       | "Escreve Aí"               | Luan Santana                          | [ 17 ] |
| 9 de maio       | "Escreve Aí"               | Luan Santana                          | [ 18 ] |
| 16 de maio      | "Escreve Aí"               | Luan Santana                          | [ 19 ] |
| 25 de maio      | "Escreve Aí"               | Luan Santana                          | [ 20 ] |
| 1 de junho      | "10 Minutos Longe de Você" | Victor & Leo part. Henrique & Juliano | [ 21 ] |
| 8 de junho      | "Escreve Aí"               | Luan Santana                          | [ 22 ] |
| 15 de junho     | "Escreve Aí"               | Luan Santana                          | [ 23 ] |
| 22 de junho     | "Escreve Aí"               | Luan Santana                          | [ 24 ] |
| 29 de junho     | "Escreve Aí"               | Luan Santana                          | [ 25 ] |
| 6 de julho      | "Escreve Aí"               | Luan Santana                          | [ 26 ] |
| 13 de julho     | "Escreve Aí"               | Luan Santana                          | [ 27 ] |
| 20 de julho     | "Escreve Aí"               | Luan Santana                          | [ 28 ] |
| 27 de julho     | "Escreve Aí"               | Luan Santana                          | [ 29 ] |
| 3 de agosto     | "Escreve Aí"               | Luan Santana                          | [ 30 ] |
| 10 de agosto    | "Escreve Aí"               | Luan Santana                          | [ 31 ] |
| 17 de agosto    | "Sapequinha"               | Eduardo Costa                         | [ 32 ] |
| 24 de agosto    | "Aquele 1%"                | Marcos & Belutti part. Wesley Safadão | [ 33 ] |
| 31 de agosto    | "Escreve Aí"               | Luan Santana                          | [ 34 ] |
| 5 de setembro   | "Escreve Aí"               | Luan Santana                          | [ 35 ] |
| 14 de setembro  | "Isso Cê Num Conta"        | Bruno & Marrone                       | [ 36 ] |
| 21 de setembro  | "Aquele 1%"                | Marcos & Belutti part. Wesley Safadão | [ 37 ] |
| 28 de setembro  | "Aquele 1%"                | Marcos & Belutti part. Wesley Safadão | [ 38 ] |
| 5 de outubro    | "Aquele 1%"                | Marcos & Belutti part. Wesley Safadão | [ 39 ] |
| 13 de outubro   | "Tempo de Amor"            | Victor & Leo                          | [ 40 ] |
| 19 de outubro   | "Aquele 1%"                | Marcos & Belutti part. Wesley Safadão | [ 41 ] |
| 26 de outubro   | "Aquele 1%"                | Marcos & Belutti part. Wesley Safadão | [ 42 ] |
| 4 de novembro   | "Aquele 1%"                | Marcos & Belutti part. Wesley Safadão | [ 43 ] |
| 9 de novembro   | "Aquele 1%"                | Marcos & Belutti part. Wesley Safadão | [ 44 ] |
| 16 de novembro  | "Aquele 1%"                | Marcos & Belutti part. Wesley Safadão | [ 45 ] |
| 23 de novembro  | "Tempo de Amor"            | Victor & Leo                          | [ 46 ] |
| 30 de novembro  | "Chuva de Arroz"           | Luan Santana                          | [ 47 ] |
| 7 de dezembro   | "Hello"                    | Adele                                 | [ 48 ] |
| 12 de dezembro  | "Hello"                    | Adele                                 | [ 45 ] |
| 19 de dezembro  | "Hello"                    | Adele                                 | [ 45 ] |
| 26 de dezembro  | "Hello"                    | Adele                                 | [ 45 ] |